# Jennifer Freeman
Jennifer Nicole Freeman (20 oktober 1985) is een Amerikaanse actrice, vaak gecrediteerd als Jennifer N. Freeman. Freeman is best gekend als Claire Kyle in de sitcom My Wife and Kids.

## Loopbaan
Freeman is het beste bekend als Claire Kyle in de ABC sitcom My Wife and Kids. Ze maakte op tv verschillende gastoptredens (onder andere 7th Heaven, One on One, en The OC).
Freeman speelde onder meer in My Wife and Kids, 7th Heaven, All That, Lizzie McGuire, Disney's Even Stevens en de Disney film Surfers. Ze speelde ook al in verschillende films zoals You Got Served en Mercy Street.

## Persoonlijk leven
Ze is geboren in Long Beach, Californië, ze heeft een Afro-Amerikaanse moeder en een Joodse vader. Ze heeft ook tweeling zussen Megan en Melissa.
Freeman en basketbalspeler Earl Watson trouwden begin 2009. Samen kregen ze op 1 oktober 2009 een dochter, Isabella Amora Watson.
In augustus 2010 gingen ze uiteen, ze probeerden in 2011 weer samen te zijn maar dit was enkel tijdelijk. Sinds maart 2015 zijn ze bezig met de echtscheiding.

## Filmografie

### Film
| Jaar | Titel                      | Rol          | Notes    |
| ---- | -------------------------- | ------------ | -------- |
| 2000 | The '70s                   | Ceta Kid #2  | TV movie |
| 2000 | The Visit                  | jong Felicia |          |
| 2004 | You Got Served             | Liyah        |          |
| 2004 | Johnson Family Vacation    | Jill         |          |
| 2006 | Mercy Street               | Emily        |          |
| 2008 | Jada                       | Jasmine      |          |
| 2008 | The Caretaker              | Sonya        |          |
| 2010 | Falling Away               | Emily        |          |
| 2013 | Real Husbands of Hollywood | Herself      |          |

### Televisie
| Jaar      | Titel                      | Rol         | Notes                                                |
| --------- | -------------------------- | ----------- | ---------------------------------------------------- |
| 2000      | 7th Heaven                 | Joan        | "Help!" (Seizoen 5, episode 2)                       |
| 2000      | Even Stevens               | Chloe       | "After Hours" (Seizoen 1, episode 13)                |
| 2001      | Lizzie McGuire             | Alix        | "Pool Party" (Seizoen 1, episode 4)                  |
| 2001-2005 | My Wife and Kids           | Claire Kyle | Season 2-5, 110 episodes                             |
| 2005      | The O.C.                   | Student     | "The Shape of Things to Come" (Seizoen 3, episode 2) |
| 2006      | One on One                 | Alicia      | "Recipe for Disaster" (Seizoen 5, episode 17)        |
| 2007      | The 1/2 Hour News Hour     |             | Episode #1.15                                        |
| 2013      | Real Husbands of Hollywood |             | Episode #9                                           |